# ペトロナスツインタワー
ペトロナスツインタワー（マレー語：Menara Berkembar Petronas）は、マレーシアのクアラルンプールにて1996年に完成した高さ451.9メートルの超高層ビル（ツインタワー）である。ペトロナスタワー、ペトロナスタワーズとも呼ばれる。

## 概要
20世紀の超高層ビルとしては最も高く自立型建築物としては553メートルのCNタワーが、全建築物のカテゴリーでは629メートルのKVLYテレビ塔が当時世界で一番高かった。高さ451.9メートルの88階建てであり、クアラルンプール市中心部のシンボルとして
、当時のマレーシア首相であったマハティール元首相の先導によって建築された。名前の由来はマレーシアの国立石油会社ペトロナス。
ツインタワーはアルゼンチン出身のアメリカの建築家であるシーザー・ペリ＆アソシエーツが設計し、イスラム様式のマレーシアのモスクに近似する特徴的な尖塔を持有するようにデザインされた。海側から吹き寄せる強風に起因する振動を防ぐために既存の柔構造を採用していない。鋼材を用いずに高強度コンクリートを積み上げる特徴的な構造であり、重厚な造りを醸し出している。
マレーシア政府は2人の建築専門家、ロバート・プラットとジョン・ダンスフォードにそれぞれの塔の建築を任命した。限られた予算と時間での施工を可能にする為、タワー1を日本の建設会社ハザマが、タワー2を韓国の建築会社サムスン物産建設部門と極東建設が施工し、最初に完成させたグループが41階と42階の2箇所に設けられた2本のタワーを結ぶ連絡橋であるスカイブリッジを建設する権利を得るようにして競争するようにした。
建設前の試算によって、元々の建築予定地は建物を建設するには不適当であると分かり、その場所で建設した場合にはしばらく経つと建物が傾く可能性があると判断したため、初期の設計より強固な基礎をもって従来の予定地から南東に60メートルの位置にて建設することに決定した。しかし、ロバート・プラットによると、72階まで建設した段階で、ハザマ側が建設したタワー1が垂直から25 mmほど傾いていることが判明したため、それを修復しつつ工事を進めたという。なお、スカイブリッジを建設する権利の競争は建設途中で中止されたが、結果的にスカイブリッジの施工はタワー2側が引き継ぎ、同時に施工完成予定だった尖塔もジョン・ダンスフォードの指示によりタワー2側が早く完成した。
建設当時は尖塔を含めた高さが451.9メートルであり、全高442メートルのシアーズ・タワーを抜き、超高層ビルとして高さが世界一であったが、2004年に台湾の台北市に建てられた全高509メートルの台北101に高さ世界一（当時）の座を譲り渡した。ただしそれ以降も2本のビルが対であるツインタワーとしては世界一の高さである（2019年7月現在）。

## テナント

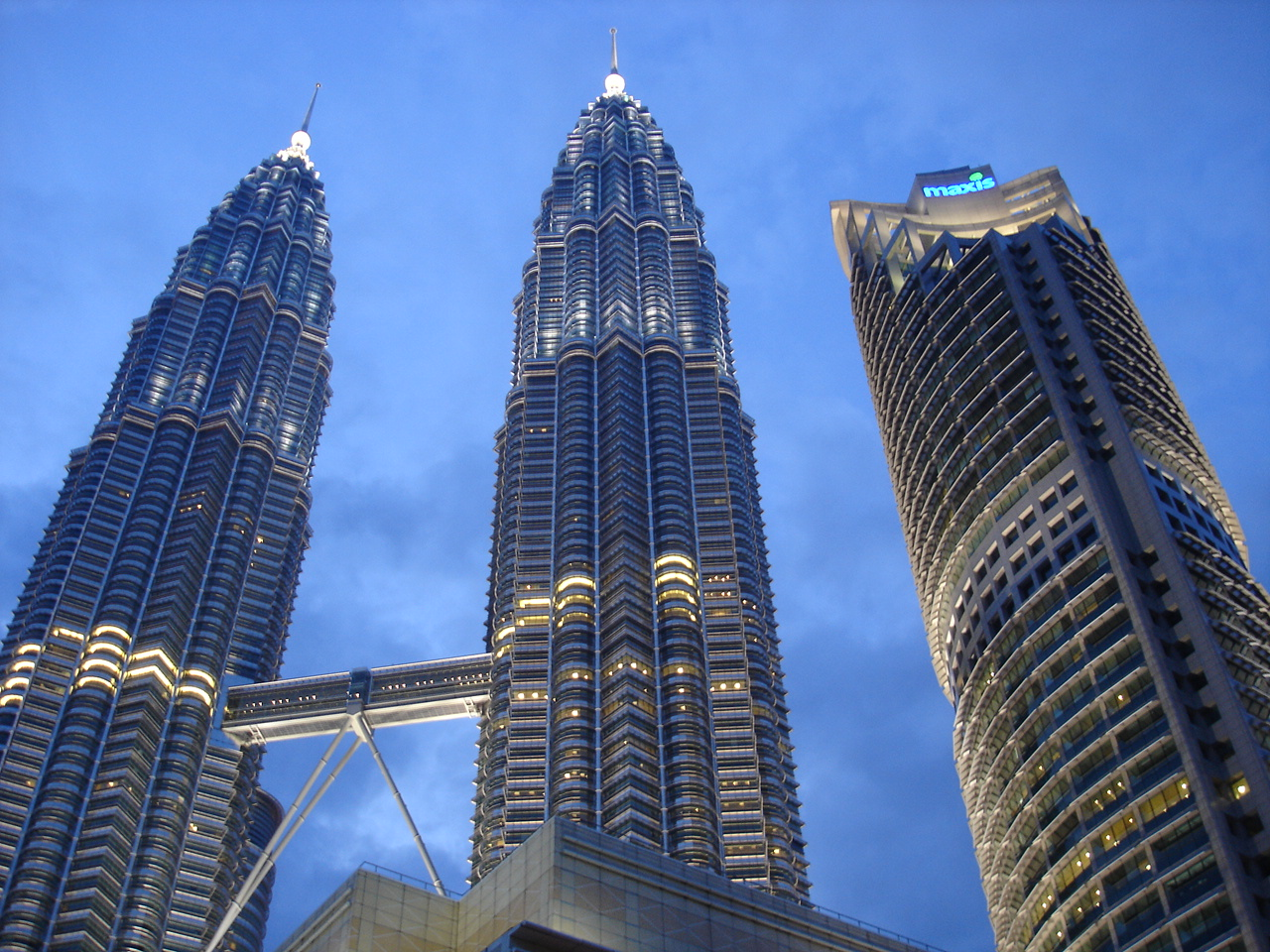
ペトロナスツインタワー

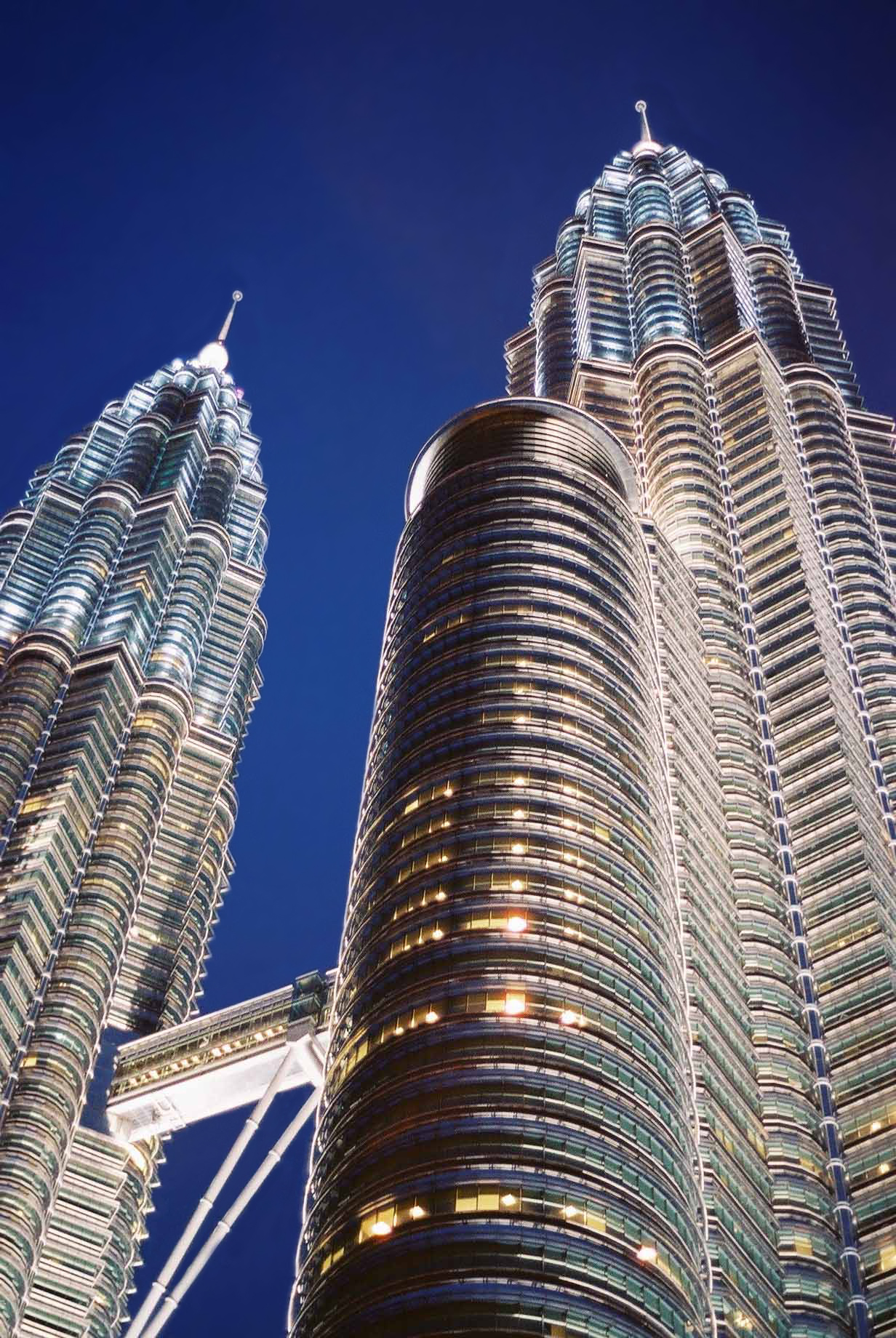
ペトロナスツインタワー

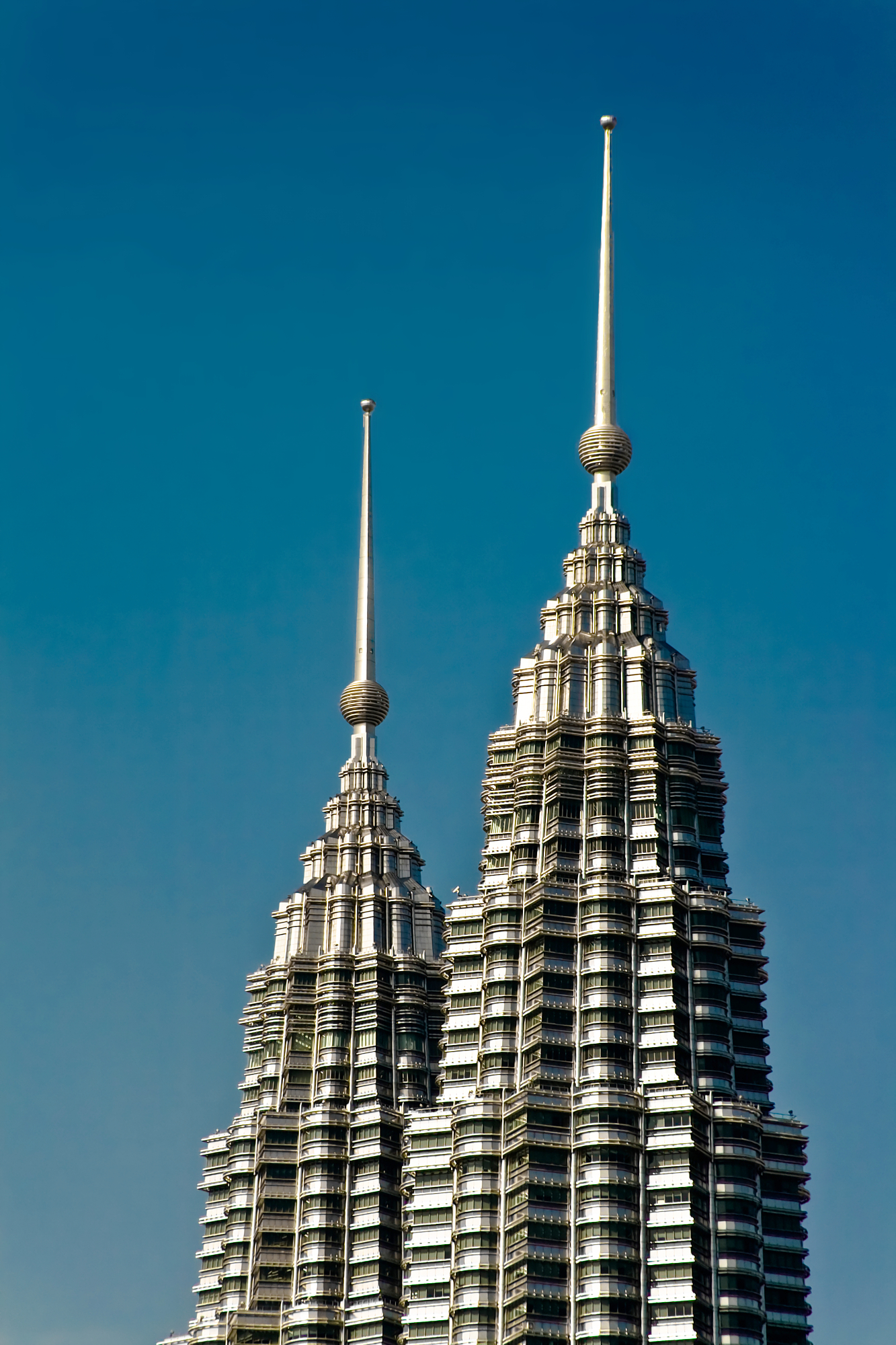
尖塔

### ツインタワー
主にオフィスビルとして使用されている。タワー1は主にペトロナスとその子会社などのオフィスがおいてあり、タワー2は企業などのオフィスなどに使用されている。
マイクロソフト・マレーシア
マイクロソフトがタワー2の30階に事務所をおいている。
アルジャジーラ
中東カタールの衛星テレビ局、アルジャジーラのアジアにおける放送拠点がある。ドーハの本部を通じ、全世界へ情報発信を行っている。

### スリア KLCC
このタワーの下はショッピング等の複合施設、スリア・クアラ・ルンプール・シティ・センター (Suria KLCC) となっている。ここには、日本の伊勢丹、紀伊國屋書店などが入居している。
デワン・フィルハーモニー・ペトロナス (Dewan Philharmonik Petronas)
デワン・フィルハーモニー・ペトロナスはスリア・KLCC内にあるコンサートホール。マレーシア・フィルハーモニー管弦楽団の本拠地となっている。ホールには4740本のパイプを有する巨大なクライス社製のパイプオルガンが設置されている。
ガレリ・ペトロナス (Galeri Petronas)
マレーシアで開催される美術展の主要な会場の一つ。
伊勢丹
主要なテナントの一つ。
紀伊國屋書店
2つの階にわたっている。外部プールに面しており、カフェもある。
ペトロナス・ペトロサインス・セントラ (Petronas Petrosains Centre)
マレーシアの製油業を広報する目的があり、子供達がこのセンターを訪れることを奨励している。フライトシミュレーターや、乗り物等がある。

## 設備
41階・42階部分には両方のタワーをつなぐスカイブリッジ、86階に展望フロアがあり、有料で見学が可能である（時間指定の定員制。インターネットでの予約も可能になった。（なお、月曜日は休館）。2001年9月11日以降はセキュリティ強化の為に一時閉鎖されていた。
建物の周囲にはKLCCパークがあり、ジョギング、ウォーキングロードや、ライトアップされた噴水、子供用プール、スラウ（イスラム教の礼拝所）などもある。

## 出来事
- 1997年3月20日にフランスのスパイダーマンとして知られるアラン・ロベールは、ペトロナスタワー1の外壁を命綱なしで、自分の手足だけを使ってよじ登ったが、60階で警察に逮捕されている。そのちょうど10年後の2007年3月20日にもペトロナスタワー2をよじ登ったが、60階で警察に逮捕される。さらに3年後の2009年にも挑戦しペトロナスタワー2の最上部にある尖塔に登ったが、その後、警察に逮捕される。

## 登場作品

### 映画
『エントラップメント』(1999)
ペトロナスツインタワーが重要な舞台となった。
『インデペンデンス・デイ: リサージェンス』(2016)
エイリアンの反重力攻撃を受けてペトロナスツインタワーがイギリスロンドンに落下し、タワーブリッジを潰すシーンがある。このとき、主人公ジェイク・モリソンとデイヴィッド・レヴィンソンが航空機でタワーブリッジを潜り抜けている。

### ゲーム
『Hitman 2：Silent Assassin』(2002)
一部のミッションで舞台がタワー内となっている。

## アクセス
ラピドKLクラナ・ジャヤ線 (Kelana Jaya Line) のKLCC駅と地下通路で直結している。

## テレビ番組
- 日経スペシャル ガイアの夜明け 天空都市が新宿に？（2002年11月17日、テレビ東京）[19]